# Piątki (województwo warmińsko-mazurskie)
Piątki (niem. Piontken, w latach 1932–1945 Freidorf) – wieś w Polsce położona w województwie warmińsko-mazurskim, w powiecie nidzickim, w gminie Nidzica.
W latach 1975–1998 miejscowość położona była w województwie olsztyńskim.